# Prospective démographique

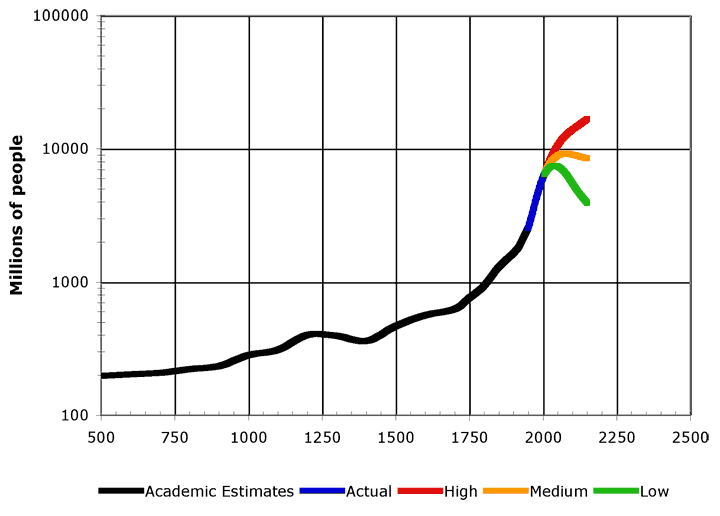
Trois grands scénarios démographiques prospectifs, pour la période 2000-2150, sur la base de projections faites par l'ONU en 2004 (rouge, orange, vert) et du bureau du recensement américain (US Census Bureau) (noir). La courbe bleue correspond aux statistiques disponibles, la courbe noire est une estimation rétrospective et les courbes orange, rouge et verte sont des projections. Les courbes verte et orange correspondent aux scénarios de « transition démographique »

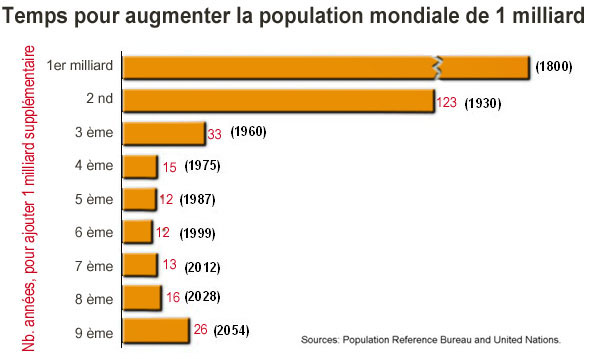
Temps nécessaire (en rouge) à l'augmentation d'un milliard d'individus pour la population mondiale. Ce type de courbe inclut à la fois une part d'évaluation démographique rétrospective, et une part de prospective démographique (projections démographiques pour la période 2010/2050). Le chiffre entre parenthèses indique l'année à laquelle le seuil du milliard d'êtres humains est atteint (graphique datant de 2011).

La prospective démographique regroupe toutes les approches, méthodes et résultats visant à estimer pour un avenir plus ou moins proche les tendances et scénarios possibles en matière de démographie.
La prospective démographique est généralement basée sur des projections démographiques qui étayent des scénarios qualitatifs et quantitatifs.

## Échelles de travail
- L'échelle géographique peut être de planétaire à locale, en passant par les pays, régions ou sous-régions.
- L'échelle temporelle est souvent de quelques décennies. Au-delà les scénarios s'avèrent hasardeux.
- À l'échelle des populations étudiées, les prospectivistes envisagent tant la population planétaire, que des sous-ensembles (tranches d'âge, hommes, femmes, statuts socio-économiques, personnes en bonne santé, malades (dont épidémies à grande échelle de type SIDA, paludisme, grippes...), réfugiés politiques, réfugiés climatiques, personnes dépendantes, etc.).

Ces échelles interagissent de plus en plus, et de manière complexe, notamment via les mouvements de migration et la mobilité encouragée par la mondialisation des échanges de biens et personnes.

## Méthode
Le prospectiviste s'appuie sur les statistiques disponibles. Il observe et cherche à comprendre les tendances actuelles et prévisibles, les émergences. Il évalue et met en perspective les interactions ou synergies entre de nombreuses variables, dont : 
- Taux d'accroissement de la population TCAM
- Accroissement démographique
- Déclin démographique
- Taux de natalité
- Taux de mortalité
- Taux de fécondité
- Solde naturel
- Espérance de vie humaine
- Indice synthétique de fécondité (ISF)
- Taux brut de reproduction
- Taux net de reproduction (TNR)
- Taux de nuptialité
- Indicateur conjoncturel de primo-nuptialité
- Taux de divorcialité
- Taux de fécondité général
- Indice de développement humain
- Économie, socio-économie, politique
- Géopolitique
- Taux de morbidité
- Espérance de vie en bonne santé
- Épidémiologie,
- Écoépidémiologie
- Solde migratoire
- Migration de remplacement
- Taux de migration total

## Enjeux
L'augmentation et les variations de la population mondiale, notamment depuis la révolution industrielle, ont eu des incidences importantes voire majeures sur l'évolution des sociétés, des économies et des nations dans le monde, constituant tantôt un moteur, tantôt un frein au développement humain et au développement (au-delà de certains seuils), avec à court terme des risques de surexploitation des ressources naturelles finies et des risques et conflits (armés ou économiques) pour l'accès à ces ressources.
Dans une perspective de développement durable et soutenable, la prospective démographique vise notamment à préparer les investissements matériels (infrastructures, logements, agriculture...)  et immatériels (santé, culture, formation...)  des États et de la société pour le futur, par exemple et notamment en réservant, restaurant ou préservant certaines ressources pour mieux répondre aux besoins des populations et générations futures. 

Ceci concerne notamment les ressources pas, peu, difficilement ou coûteusement renouvelables, qui pourraient être différentes demain de celles répondant aux besoins actuels (domaines également exploré par les prospectivistes). la composante géographique de la démographie intéresse aussi les prospectivistes, de manière à pourvoir croiser les tendances (ex héliotropisme et tendance à urbaniser et périurbaniser les littoraux) avec la prospective énergétique, climatique, et des données telles que la montée des océans, les maladies émergentes, les terres agricoles ou labourables disponibles etc.
La démographie est l'une des composantes des politiques de populations (notamment, celles de limitation des naissances pour des pays comme la Chine), mais également des politiques sociales de nombreux pays, notamment pour les systèmes d'assurances sociales et systèmes de retraites nécessitant des prévisions précises du nombre d'individus par classe d'âge : jeunes, population active, retraités, qu'on peut approcher grâce aux taux de natalité, de mortalité, de fécondité entre autres.
Des phénomènes récents de décalage du sex-ratio (beaucoup moins de femmes que d'hommes dans une grande partie de l'Asie), ou encore de diminution de la fertilité humaine, avec notamment des problèmes de délétion de la spermatogenèse ou de syndrome de dysgénésie testiculaire qui affectent un nombre croissant d'hommes des pays riches préoccupent aussi les prospectivistes. L'OMS a sur ce dernier point intégré comme expert et consultant dès les années 1970 le professeur Niels E. Skakkebaek, généticien (membre du laboratoire d'étude des chromosomes du Rigshospitalet au début des années 1970) et spécialiste international reconnu de ces questions.

## Fiabilité des projections
Pour le démographe, se projeter à échelle mondiale au-delà de 50 ans est un exercice très difficile. En effet, des variations apparemment faibles de la fécondité considérée à un instant "t", combinées à une tendance à l'allongement de l'espérance de vie, conduisent après quelques décennies à de grandes différences dans la taille des populations. 
Ces différences, à partir d'un point de départ de 7 milliards d'habitants, se mesureront en centaines de millions ou en milliards de personnes en plus ou en moins 50 ou 100 ans plus tard. Et la différence entre les scénarios envisagés s'accentue avec le temps.
En revanche, en 2012, se projeter à horizon 2050 est beaucoup plus fiable qu'à l'horizon 2100 car les personnes qui auront 40 ans et plus en 2050 sont déjà nées.
Il faut enfin noter que des facteurs écoépidémiologiques, climatiques ou socio-économico-politiques imprévus peuvent influencer tous les scénarios et tendances.

## Projections des Nations unies
Tous les deux ans, l'Organisation des Nations unies (ONU)  publie une étude intitulée World Population Prospects qui détaille l'évolution passée et future de la population mondiale. La dernière étude, The 2019 Revision, a été publiée en août 2019.
Parmi les différents scénarios de l'ONU, on distingue : une variante basse, une variante moyenne et une variante haute. Le tableau ci-dessous résume ces trois scénarios :

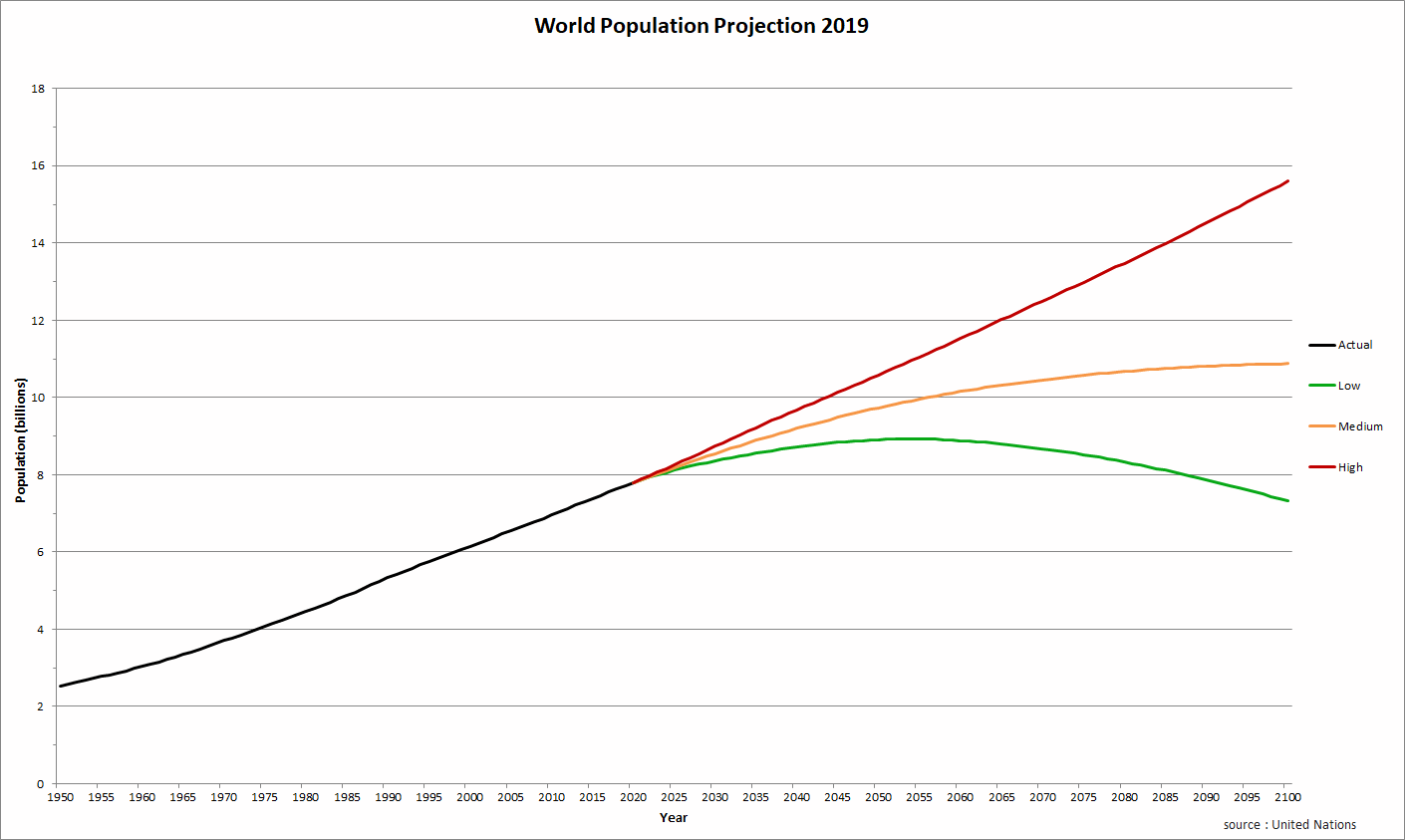
Prospection Démographique Mondiale 2019, selon l'ONU.

| Projections de la population mondiale                                   | Projections de la population mondiale | Projections de la population mondiale | Projections de la population mondiale |
| Année                                                                   | Variante basse                        | Variante moyenne                      | Variante haute                        |
| ----------------------------------------------------------------------- | ------------------------------------- | ------------------------------------- | ------------------------------------- |
| 2020                                                                    | 7 794 779 000                         | 7 794 779 000                         | 7 794 779 000                         |
| 2030                                                                    | 8 363 453 000                         | 8 548 487 000                         | 8 733 522 000                         |
| 2040                                                                    | 8 716 310 000                         | 9 198 847 000                         | 9 682 332 000                         |
| 2050                                                                    | 8 906 797 000                         | 9 735 034 000                         | 10 587 774 000                        |
| 2060                                                                    | 8 882 880 000                         | 10 151 470 000                        | 11 529 222 000                        |
| 2070                                                                    | 8 675 770 000                         | 10 459 240 000                        | 12 495 987 000                        |
| 2080                                                                    | 8 331 397 000                         | 10 673 904 000                        | 13 478 079 000                        |
| 2090                                                                    | 7 869 840 000                         | 10 809 892 000                        | 14 515 851 000                        |
| 2100                                                                    | 7 322 116 000                         | 10 875 394 000                        | 15 600 369 000                        |
| Source : (en) [xls] ONU (World Population Prospects: The 2019 Revision) |                                       |                                       |                                       |

### Par pays
Les taux actuels de fécondité varient fortement selon les pays. En 2010/début 2011, 42 % de l'humanité vivaient dans des pays à faible fécondité (pays où les femmes ne font pas assez d'enfants pour que - en moyenne - chacune soit remplacée par une fille qui survit à l'âge de la procréation. 40 % vivaient dans des pays à fécondité moyenne (où chaque femme a - en moyenne - de  1 à 1,5 filles. Restent 18 % de la population qui vivait dans des pays à fécondité élevée (plus de 1,5 filles par femme en moyenne).
La plus grande part de l'augmentation devrait provenir des pays à forte fécondité : 39 pays africains, neuf asiatiques, six en Océanie et quatre en Amérique du Sud. 

Si le scénario tendanciel se poursuit, à titre d'exemple, 
Le Yémen (5 millions d’habitants en 1950) pourrait approcher les 100 millions d'individus vers 2100.
Le Nigeria (162 millions de personnes en 2010) devrait être près de cinq fois plus peuplé (731 millions d'habitants) en 2100.
Le Malawi (15 millions de personnes en 2010) pourrait atteindre 129 millions d’individus en 2100.
Inversement, sauf rééquilibrage par des migrations importantes, le nombre d'habitants de certains pays européens devrait se réduire (sauf en Islande et Irlande), de même que dans 19 des 51 pays asiatiques, 14 des 39 pays des Amériques, deux en Afrique (Maurice et Tunisie) et un en Océanie (Australie).
Si la tendance à l'allongement de la vie se poursuit (ce qui semble être le cas presque partout pour la première décennie du XXIe siècle), l'ONU note que le facteur « espérance de vie » devrait encore prendre de l'importance du point de vue de ses interactions avec les effets de l'augmentation démographique ; Selon le scénario revu en 2010 (mais publié en 2011) de l'ONU ;
dans les pays à forte fécondité, l'espérance de vie devrait atteindre 69 ans en 2045-2050 et 77 ans  en 2095-2100) ;
Dans les pays intermédiaires en termes de fécondité, l'espérance de vie qui était de 68 ans en 2005-2010 devrait atteindre 77 ans en 2045-2050 et 82 ans en 2095-2100;
Dans les pays à faible fécondité elle devrait passer de 74 ans en 2005-2010 à 80 ans en 2045-2050 et à 86 ans en 2095-2100.
Globalement, en moyenne mondiale, l'espérance de vie devrait donc augmenter, passant de 68 ans en 2005-2010 à 81 en 2095-2100, ce qui aura d'importants effets sur l'empreinte écologique et dans certains pays sur le vieillissement de la population.

### Anciennes projections de l'ONU
Comme de nombreux démographes dans le monde, l'ONU a d'abord supposé dans les années 1990/2000, et alors que le cap des 6 milliards de terriens était atteint vers 1999 que la population pourrait se stabiliser à la fin du XXIe siècle vers 9 milliards d'êtres humains. Finalement, le Département des affaires économiques et sociales de l'ONU a fortement révisé (à la hausse) en 2011 ses hypothèses et conclusions en termes de projection démographique (2010 Revision of World Population Prospects). Cela est dû à plusieurs points :
1. le déclin de la fécondité des femmes dans les pays les plus pauvres a été moins rapide qu'attendu ;
2. plusieurs pays riches (dont les États-Unis, le Danemark ou le Royaume-Uni) voient naître plus d’enfants chaque année que ce qu'avaient prévu la plus grande partie des démographes ;
3. plusieurs pandémies (HIV/Sida notamment dans certaines régions africaines et d’Asie du Sud-est) — sans être réellement maîtrisées — ont eu des effets démographiques moindres que ceux auxquels s'attendaient les épidémiologistes[5].

## Prospective démographique en France
L'un des précurseurs de la prospective démographique fut sans doute l'historien Pierre Chaunu (né en août 1923 et mort en 2009), connu pour ses appels à relancer la natalité en Europe alors que les effets secondaires du baby-boom se faisaient sentir. Il écrivait en 1976 « La dénatalité, pour un homme quelconque, est comme la peste et la guerre, de l'ordre du destin. Notre homme quelconque ne raisonne pas en termes d'espèce ; moins encore en termes de longue durée. Donc, il se sent innocent. Au fond, la différence essentielle tient à ce qui est visible : la peste et la guerre font des morts, le refus de la vie ne fait rien. Les premiers se voient, le second ne se voit pas», ». Il prédisait un effondrement de la population française et européenne, qui n'a finalement pas eu lieu en raison de l'allongement de la durée de vie et d'une fécondité plus importante des populations immigrées. Il s'inquiétait de la diminution du taux de natalité qui a effectivement continué à diminuer, entrainant un non-renouvellement des générations et une diminution de la population dans quelques pays ou régions.
Les prospectivistes, au niveau central (DATAR, Insee, etc.) et régionaux (dans le cadre des schémas régionaux d'aménagement et de développement du territoire  notamment) peuvent s'appuyer sur les statistiques de l'ONU et de l'Europe (Eurostat, qui a par exemple en 2006 produit des projections de la population totale pour l'UE), mais aussi sur des données plus détaillées et locales venant de l'Insee, y compris en termes de prospective (exemple).
La population française continue à augmenter : elle dépasse 65 millions d'habitants en 2010, et continue à vieillir avec 15 000 centenaires en 2010 en France, et 200 000 attendus en 2060 selon les prévisions de l'Insee en 2011.

## Discipline universitaire
La prospective démographique n'est le plus souvent qu'un chapitre d'enseignement dans les unités de prospective ou de démographie, mais elle est parfois enseignée comme discipline appliquée et à part entière (par exemple via un enseignement intitulé Prospective démographique et logement à l'Université libre de Bruxelles).